# Prins Karls Forland
Prins Karls Forland hay Forlandet, là một hòn đảo ở ngoài khơi phía tây của Đất Oscar II trên đảo Spitsbergen của quần đảo Svalbard, Na Uy. Hòn đảo và vùng nước xung quanh tạo thành Vườn quốc gia Forlandet.
Người đầu tiên trông thấy hòn đảo là nhà thám hiểm người Hà Lan Willem Barentsz vào năm 1596. Năm 1610, nhà thám hiểm người Anh Jonas Poole đã đặt tên cho đảo là Black Point Isle. Năm 1612, những ngư dân săn bắt cá voi người Anh đã gọi hòn đảo là Prince Charles' Foreland (Dải đất của Hoàng tử Charles), theo con trai của Vua James, Charles (sau trở thành Vua của Anh và Scotland). Người Hà Lan gọi đảo với cái tên Kijn, theo tên một thương nhân đã leo lên một ngọn đồi cao vào năm 1612, song đã bị ngã và gãy cỏ. Người Anh đã xây dựng một trạm săn bắt cá voi tạm thời ở mũi phía bắc của đảo, được gọi với cái tên Fair Foreland (nay là Fuglehuken).